# Tô Chấn Phong
Tô Chấn Phong (sinh ngày 10 tháng 01 năm 1966) là một ca sĩ người Mỹ gốc Việt, đầu thập niên 90 anh là hiện tượng của làng nhạc hải ngoại, một gương mặt và giọng ca quyến rũ nhiều khán giả trẻ. Anh sinh tại Đà Lạt nhưng lớn lên tại cư xá Thanh Đa, Sài Gòn, vượt biên bằng đường biển năm 1979, sau đó định cư tại bang California, Hoa Kỳ.

## Tiểu sử
Tô Chấn Phong là con thứ hai trong một gia đình gồm 6 người con tại Đà Lạt và lớn lên tại Sài Gòn. Khi còn nhỏ, anh học Trường Trung học La San Taberd, sau ngày 30 tháng 4 năm 1975, anh về học ở một trường ở Cư Xá Thanh Đa. Anh cùng với bố mẹ và anh chị em vượt biên vào năm 1979, tàu bị cướp nhiều lần trên biển, sau đó gặp một tàu chở dầu vớt và đưa vào một đảo ở Malaysia, sau đó được đưa qua Phillipines, ở đó 11 tháng, trước khi được bảo lãnh đến Florida vào năm 1980. Anh cư ngụ tại đây theo học hết trung học cho tới năm 1986 rồi cùng với gia đình về California học đại học chuyên ngành kế toán, rồi học đến năm thứ 3 ngành kinh doanh.
Tô Chấn Phong đến với ca nhạc một cách tình cờ. Anh chưa từng học nhạc bao giờ, nhưng thỉnh thoảng vẫn tham gia những sinh hoạt văn nghệ sau khi tự học nhạc lý để tập dượt một mình kèn harmonica và guitar. Năm 1990, cuốn video đầu tiên do Tô Chấn Phong và Lưu Huỳnh (người bạn làm đạo diễn điện ảnh) thực hiện và sản xuất ra đời với tựa đề "Hè 90". Cũng từ việc thực hiện cuốn video này mà Tô Chấn Phong gặp Khánh Hà. Trong cuốn video này còn có Đức Huy, Thái Thảo... và Trịnh Nam Sơn (chú của anh).
Theo Phong thì lần đầu tiên anh gặp Khánh Hà là một "tiếng sét ái tình". Chỉ chừng một năm sau, hai người chính thức sống chung và đã có với nhau một bé trai tên Tô Chấn Phong Jr., sinh 1996. Hiện tại hai người vẫn sống với nhau hạnh phúc dù Khánh Hà hơn Phong 13 tuổi.
Thời gian sau anh nghỉ hát chuyển hướng kinh doanh, anh làm trong công ty quảng cáo và bất động sản.

## Âm nhạc
Tô Chấn Phong bắt đầu sự nghiệp ca nhạc khoảng năm 1991, khi ra CD Yêu nhau trong mưa.
Tô Chấn Phong đã thực hiện riêng cho mình được một số CD, không kể góp tiếng trong nhiều CD khác của Trung tâm Khánh Hà. Phong hát nhiều nhạc phẩm Việt Nam như: "Chìm Vào Lãng Quên, Một Thuở Yêu Người, Kỷ Niệm nào Vội Tan, Con Tim Thật Thà... Riêng nhạc phẩm "Kỷ Niệm Chiều Mưa" đã để lại nơi anh nhiều kỷ niệm nhất vì là bài anh hát chung với Khánh Hà lần đầu tiên.
Tô Chấn Phong hát nhẹ nhàng, êm dịu, không quá kỹ thuật và cũng không có ý định phô diễn, cứ thế những cảm xúc lãng đãng len vào lòng người nghe. Năm 2007, anh mới về Việt Nam lần đầu sau 27 năm. Anh hay hát đôi với Lưu Bích, Trịnh Nam Sơn và Khánh Hà.
Ngày 13/04/2018 trên trang Youtube, Tô Chấn Phong song ca cùng Lưu Bích trong MV Ta Phụ Nhau Rồi của tác giả Nguyễn Hồng Thuận, đánh dấu sự xuất hiện trở lại sau gần 20 năm vắng bóng. MV nhanh chóng nhận được sự đón nhận nhiệt tình từ đông đảo người hâm mộ.